# Ladário (ort)
Ladário är en ort i Brasilien.   Den ligger i kommunen Ladário och delstaten Mato Grosso do Sul, i den södra delen av landet, 1 100 km väster om huvudstaden Brasília. Ladário ligger 126 meter över havet och antalet invånare är 15 790.
Terrängen runt Ladário är platt åt nordost, men åt sydväst är den kuperad. Närmaste större samhälle är Corumbá, 5,4 km väster om Ladário.
I omgivningarna runt Ladário växer huvudsakligen savannskog. Runt Ladário är det ganska glesbefolkat, med 50 invånare per kvadratkilometer.